# Comité international des Jeux de la Francophonie
La Comité international des Jeux de la Francophonie est l'organisme international fondé en 2004 responsable des Jeux de la Francophonie. LE CIJF est un organe subsidiaire de l’Organisation internationale de la francophonie. 
Le CIJF est chargé, à l’échelle internationale, de la supervision des préparatifs des éditions à venir ainsi que de la communication, de la protection des droits TV et du marketing.
Le CIJF est situé au siège de l’OIF et se compose d’un Conseil d’orientation, organe délibératif, et d’une Direction, organe exécutif du CIJF.

## Histoire
Lors du deuxième Sommet de la Francophonie qui s'est tenu à Québec en 1987, il a été décidé de créer les Jeux de la Francophonie.
La mission de la mise en place de ces Jeux a été confiée à la Conférence des ministres de la Jeunesse et des Sports des États et gouvernements ayant le français en partage (CONFEJES). À cet effet, la CONFEJES a créé le Comité international des Jeux de la Francophonie (CIJF) en 1988. Ainsi, cinq éditions des Jeux, de 1989 à 2005, ont été organisées sous l’égide de la CONFEJES.
Lors du Xe Sommet de la Francophonie qui s’est déroulé à Ouagadougou les 26 et 27 novembre 2004, les Chefs d’État et de gouvernement ont décidé, sur recommandation d’une session extraordinaire de la CONFEJES tenue à Brazzaville les 17 et 18 mars 2004, de transformer le CIJF, jusqu’alors sous tutelle de la CONFEJES, en organe subsidiaire de l’Organisation internationale de la Francophonie.